# 菅原克也
菅原 克也（すがわら かつや、1954年11月29日- ）は、日本の比較文学者。
東京大学名誉教授、武蔵野大学教授。

## 人物
山形県出身。山形県立鶴岡南高等学校卒、1978年東大文学部仏文科卒、1984年同大学院比較文学比較文化博士課程満期退学、山形大学講師、1988年東京工業大学助教授（英語）、2000年東京大学比較文学比較文化研究室助教授、2002年教授。2019年退任、名誉教授、武蔵野大学教授・図書館長となる。学生時代は第九次『新思潮』に参加していた。

## 著書
- 『英語と日本語のあいだ』（講談社現代新書） 2011
- 『小説のしくみ: 近代文学の「語り」と物語分析』（東京大学出版会） 2017

### 翻訳
- 『野球をビジネスにした男 スポルディングと大リーグ』（ピーター・レヴィーン、平凡社） 1987
- 『オリンピックと近代 評伝クーベルタン』（ジョン・J・マカルーン、柴田元幸共訳、平凡社） 1988
- 『ダブル/ダブル』（マイケル・リチャードソン編、柴田元幸共訳、白水社） 1990、のち白水Uブックス
- 『冬かぞえ』（バリー・ロペス、パピルス） 1995
- 『世界の中の柳田国男』（R・A・モース,赤坂憲雄共編、伊藤由紀,中井真木共訳、藤原書店） 2012

## 論文
- ＜菅原克也